# Los Villares (Granada)
Los Villares (antes conocida como Villa del Rey) es una localidad y pedanía española perteneciente al municipio de La Peza, en la provincia de Granada. Está situada en la parte occidental de la comarca de Guadix. Cerca de esta localidad se encuentran los núcleos de Síllar Baja, Darro y Diezma.

## Demografía
Según el Instituto Nacional de Estadística de España, en el año 2021 Los Villares contaba con 88 habitantes censados, lo que representa el 7,52% de la población total del municipio.

### Evolución de la población
| Gráfica de evolución demográfica de Los Villares entre 2011 y 2021 |
|                                                                    |
| Datos según el nomenclátor publicado por el INE.                   |

## Comunicaciones

### Carreteras
La principal vía de comunicación que transcurre junto a esta localidad es:
| Identificador | Denominación           | Itinerario          |
| ------------- | ---------------------- | ------------------- |
| GR-4106       | De Darro a Síllar Baja | Darro - Síllar Baja |

Algunas distancias entre Los Villares y otras ciudades:
| Ciudades | Distancia (km) |
| -------- | -------------- |
| La Peza  | 17             |
| Guadix   | 22             |
| Granada  | 41             |
| Jaén     | 98             |
| Almería  | 128            |
| Murcia   | 245            |

## Servicios públicos

### Sanidad
La pedanía cuenta con un consultorio médico de atención primaria situado en la calle Principal s/n, dependiente del Área de Gestión Sanitaria Nordeste de Granada. El servicio de urgencias está en el centro de salud de Purullena, y el área hospitalaria de referencia es el Hospital de Alta Resolución de Guadix.

### Educación
El único centro educativo que hay en la localidad es:
| Denominación genérica | Nombre del centro | Naturaleza | Dirección         |
| --------------------- | ----------------- | ---------- | ----------------- |
| Colegio público rural | CPR Las Frontinas | Público    | C/ Principal, s/n |

## Cultura

### Fiestas
Sus fiestas patronales se celebran en honor a San José en torno al 19 de marzo, e incluyen verbenas por la noche, la procesión del santo y actividades lúdicas.
También se festeja el 15 de agosto el día de su patrona, la Virgen de la Canal.